# Erik Israelsson
Erik Israelsson, né le 25 février 1989 à Kalmar, est un footballeur suédois. Il évolue au PEC Zwolle au poste de milieu relayeur.

## Palmarès
- Champion de Suède en 2008 avec Kalmar
- Champion de Suède de D2 en 2014 avec Hammarby